# Sarmaç, İpekyolu
Sarmaç là một xã thuộc huyện İpekyolu, tỉnh Van, Thổ Nhĩ Kỳ. Dân số thời điểm năm 2011 là 371 người.